# Peter Myndes backe

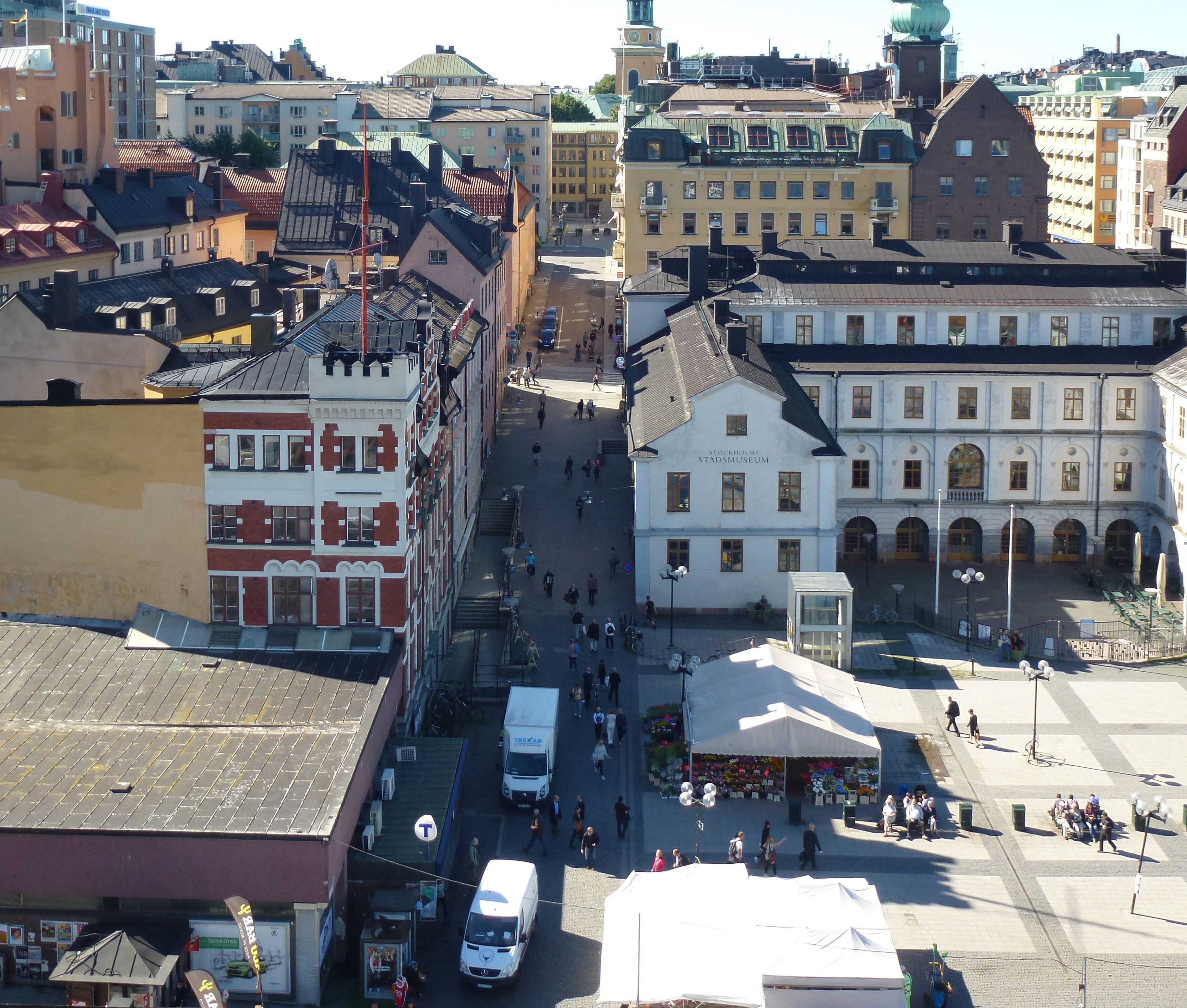
Peter Myndes backe, vy mot väst från Katarinahissen, 2012.

Peter Myndes backe, även Peder Myndes backe, är en gata på Södermalm i Stockholm. Gatan sträcker sig söder om Stockholms Stadsmuseum från Ryssgården mot väst till Söderledstunnelns Hornsgatsavfart i väst och fick sitt nuvarande namn 1935 respektive 1971. 
Namnet härrör från holländaren Peter Myndar (död 1698) som i början av 1690 anlade i trakten ett tobaksspinneri (äldre form av tobaksfabrik). I en Stockholmsskildring från 1728 förekommer namn som Petter Mynders Bbacke, Mynders Backe och Munders-Backe. Innan dess förekom beteckningen Stadzhusgatan (1674) efter det nyuppförda Södra stadshuset (numera Stockholms stadsmuseum). 
Ursprungligen avsågs med Munders Backa eller Mynders-backe bara den branta backen öster om Götgatan, medan fortsättningen väster om Götgatan benämndes Mariagatan (efter Maria Magdalena kyrka). Genom bygget av Södergatan (numera Söderledstunneln) delades Mariagatan i två delar. Den västra delen utgick 1955 och den östra räknades efter 1971 till Peter Myndes backe. 
Vid Peter Myndes backe nr 3 ligger  Stockholms sjömanshem  och vid nummer 13 finns  Louis De Geers palats norra fasad. Byggnaden för Sparbankernas bank i koppar och glas från 1963 återfinns vid nummer 12.